# Mica Todorović
Mica Todorović, właśc. Mileva Todorović (ur. 16 grudnia 1900 w Sarajewie, zm. 10 października 1981 tamże) – bośniacka malarka i rysowniczka serbskiego pochodzenia.

## Życiorys
Urodziła się 16 grudnia 1900 roku w Sarajewie w serbskiej rodzinie. W 1926 roku została absolwentką akademii sztuk pięknych w Zagrzebiu, gdzie była jedyną kobietą w pracowni prof. Ljubo Babićia. Po studiach wyjechała do Włoch, gdzie zaczęła tworzyć pod silnym wpływem wczesnorenesansowej sztuki florenckiej. Jej portrety namalowane po powrocie do Zagrzebia cechuje wyraźny modelunek i ziemiste kolory, które ożywiała delikatnymi akcentami jasnych barw. W latach 1929–1933 stworzyła cykl krytycznych rysunków, w których zestawiła motywy biblijne ze współczesnością. W latach 30. przeniosła się z powrotem do Sarajewa, gdzie dołączyła do grona artystów sympatyzujących z Komunistyczną Partią Jugosławii, takich jak Roman Petrović, Vojo Dimitrijević, Ismet Mujezinović i Daniel Ozmo. Pod koniec lat 30. skupiła się w pełni na malarstwie; najważniejszym jego elementem stał się dla niej kolor, którym operowała z dużym wyczuciem. 
W 1942 roku, gdy pracowała nad ilustracjami do Fausta Goethego, została zaaresztowana i wywieziona do obozu koncentracyjnego Stara Gradiška, po czym – dzięki znajomości niemieckiego – do 1943 roku pracowała w obozach pracy na terenie Austrii i Niemiec. Następnie ukrywała się w Belgradzie do końca wojny, a po nastaniu pokoju została tam pierwszą malarką, która zareagowała na odezwę państwowej komisji do spraw zbrodni wojennej. W swoich pracach dała świadectwo okrucieństwa ustaszy wyrządzonego więźniom obozów w Jasenovacu i Gradišce. W tym czasie stworzyła przejmujący cykl składający się z dziesięciu rysunków przedstawiających ciała unoszące się na Sawie. Po powrocie do Sarajewa pod koniec 1945 roku przez krótki czas malowała realistyczne obrazy, których tematem były kobiety przy pracy. W 1959 roku w jej malarstwie rozpoczął się „biały okres”. W latach 60. zaczęła tworzyć bardziej intymne prace i martwe natury, przedmiotem jej prac nie były jedynie obiekty, ale i emocje, które w niej wywoływały. Pozostawiła po sobie około 300 obrazów i ponad 100 rysunków. 
Nazywana jest „pierwszą damą malarstwa Bośni i Hercegowiny”. Była jednym z dziesięciu założycielu związku artystów Bośni i Hercegowiny (ULUBiH). W 1945 roku została jednym z pierwszych wykładowców szkoły sztuki stosowanej w Sarajewie. Została pierwszą kobietą, która dołączyła do grona członków Akademii Nauk i Sztuki Bośni i Hercegowiny. W 1978 roku została członkinią korespondentem Serbskiej Akademii Nauk i Sztuk. Odznaczona Orderem Zasługi dla Ludu ze Złotą Gwiazdą oraz Orderem Pracy z Czerwoną Flagą. 
Zmarła 10 października 1981 roku w Sarajewie. 